# 懷卡普 (夏威夷州)
懷卡普（英語：Waikapu）是位於美國夏威夷州茂宜縣的一個人口普查指定地區。

## 地理
懷卡普的座標為20°51′10″N 156°30′36″W / 20.85278°N 156.51000°W，而該地最高點為海拔高度147米（即482英尺）。

## 人口
根據2010年美國人口普查的數據，懷卡普的面積為28.50平方千米，當中陸地面積為28.40平方千米，而水域面積為0.10平方千米。當地共有人口2965人，而人口密度為每平方千米104.04人。